# Béguinage de Hoogstraten
 (janvier 2017).
Si vous disposez d'ouvrages ou d'articles de référence ou si vous connaissez des sites web de qualité traitant du thème abordé ici, merci de compléter l'article en donnant les références utiles à sa vérifiabilité et en les liant à la section « Notes et références ».
Le béguinage de Hoogstraten fut fondé en 1380, à Hoogstraten, situé aujourd'hui en Belgique, dans la province d'Anvers. Après avoir été au plus bas pendant les guerres de religion, le nombre de béguines atteint son apogée au XVIIIe siècle, où l’on compte une soixantaine de maisonnettes et deux centaines de béguines.
Le déclin s'est ensuite amorcé, la dernière béguine étant morte en 1972. Les maisons du béguinage ont été sauvées in extremis par une association et un musée y siège désormais. Le béguinage de Hoogstraten fait partie des treize béguinages flamands classés en 1998 au Patrimoine mondial.

## Historique
Fondé assez tardivement, en 1380, ce béguinage comprend deux plaines, celle au sud étant le résultat d’une extension effectuée en 1636, lorsque les effectifs du béguinage, après avoir été au plus bas pendant les guerres de religion, augmentent rapidement par l’arrivée de béguines de Hollande.
L’apogée se situe au début du XVIIIe siècle, où l’on compte une soixantaine de maisonnettes et deux centaines de béguines. Le déclin s’instaure ensuite, accéléré par l’arrivée des Français à la fin du XVIIIe siècle, et parachevé par la disparition de la dernière béguine en 1972.

## Patrimoine
Les maisons sont épargnées de la pioche des démolisseurs, au dernier stade du délabrement, et sont in extremis sauvées par une association.
Vers le nord du béguinage, une de ces maisons, un convent, et deux maisons attenantes, forment aujourd'hui un musée, qui expose notamment des œuvres d’Alfred Ost. L’église, édifiée de 1679 à 1687, sur le modèle de l’église du béguinage de Lierre, est de style baroque, mais d’une facture plutôt sobre, hormis le portail d’entrée. Les vastes baies dans l’élévation du vaisseau central expliquent la luminosité de l’intérieur.
Sur le côté sud du béguinage s’alignent des maisons du XVIIe siècle, tandis que sa face orientale, constituée d’un simple mur et non d’une rangée de maisons, traduit la limite atteinte par l’extension du béguinage au XVIIe siècle.

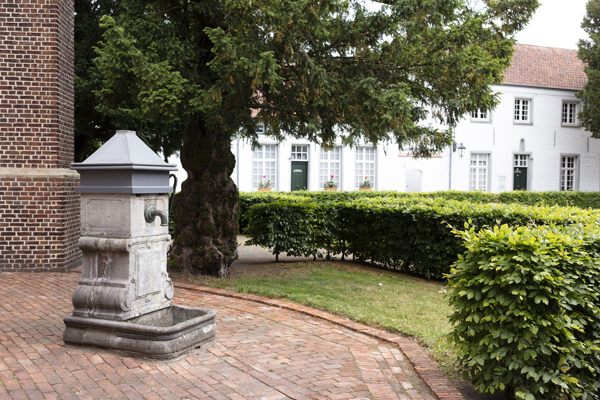
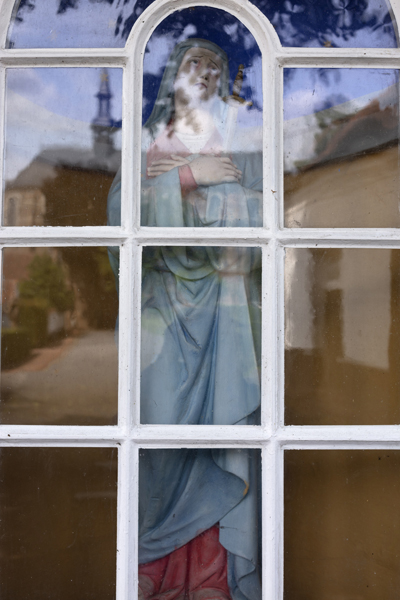
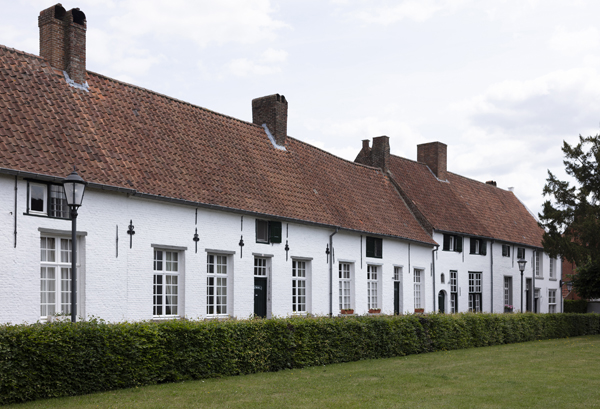